# Elsa Carmona Oljelund
Elsa Emmy Carmona Oljelund, född 7 november 1991, är en svensk-spansk artist och låtskrivare.
Elsa Carmona Oljelund är en av låtskrivarna till låten Controlla som Chelsea Muco sjöng i Melodifestivalen 2024.  
Carmona Oljelund släpper även låtar under sitt artistnamn "Sirena". Hon är sedan 2024 signad av publishingbolaget Momentone och skivbolaget Loudkult.

## Låtar

### Melodifestivalen
- 2024 – Controlla med Chelsea Muco

### Övriga[6]
- 2016 – Run baby run – Elsa Carmona
- 2019 – Ex-lover – Elsa Carmona
- 2020 – Dear Sadness – Elsa Carmona tillsammans med Cuntrie
- 2021 – Here with you – Elsa Carmona
- 2021 – Eyes wide shut – Elsa Carmona
- 2014 – Louder – Style of Eye, Sirena
- 2015 – Sweet Escape – Alesso, Sirena
- 2015 – Live Love Die (feat. Sirena) – Dimitri Vangelis & Wyman, Sirena
- 2018 – In a Haze (feat. Iggy Azaela)  – Total Ape, Iggy Azaela
- 2023 – Endless Summer  – Lucas Estrada, Thierry von Der Warth, Sirena
- 2023 – Sweet Karma (feat. Adam Woods) – Besomorph, Adam Woods
- 2024 – Creep – John De Sohn, Sirena
- 2024 – Mi Amor – Raaban, Sirena
- 2024 - Die for you - Marcus & Martinus